# Rookery Bay
Die Rookery Bay (englisch für Brutkoloniebucht) ist eine kleine Bucht an der Nordküste Südgeorgiens. Auf der Nordseite der Barff-Halbinsel liegt sie zwischen dem Lucas Point und dem Rookery Point.
Der Name der Bucht erscheint erstmals auf einer Landkarte der britischen Admiralität aus dem Jahr 1930.